# Honorije II., protupapa
Protupapa Honorije II., rođen kao Pietro Cadalus, katolički protupapa od 1061. do 1064. godine. 
Prije nego što je postao protupapa, služio je kao biskup Parme. Protupapom je postao nakon smrti reformski nastrojenog pape Nikole II u srpnju 1061. Sljedbenici reforme, okupljeni od Hildebranda (budući papa Grgur VII.), su 30. rujna papu izabrali u skladu Nikolinom bulom In nomine Domini, prema kojoj se papa birao od kolegija kardinala.  Novi je papa postao biskup Anselm od Lucce i sljedeći dan uzeo ime Aleksandar II. Hildebrandovi protivnici, uglavnom rimsko plemstvo i lombardijski biskupi, su se okupili oko Guibera, kraljevskog kancelara Italije, te je 28. listopada u Baselu sazvan crkveni sinod. Na njemu je Cadalus izabran za papu i uzeo ime Honorije II. 
Zajedno sa svojim sljedbenicima je otpočeo marš na Rim, te je, nakon kraće borbe s Aleksandrovim pristašama uspio 14. travnja 1062. prodrijeti do bazilike sv. Petra. Dalje krvoproliće je zaustavio vojvoda Gottfried III. od Donje Lotaringije, nagovorivši i Honorija i Aleksandra da se vrate u svoje matične biskupije i čekaju pravorijek rimsko-njemačke carice majke Agnes od Poitoua. Nekoliko mjeseci kasnije je došlo do puča kojim je de facto vlast nad Carstvom preuzeo nadbiskup Anno II. od Kölna; on je u Rim kao svog izaslanika poslao biskupa Burcharda II od Halberstadta, koji je presudio u korist Aleksandra. 
Honorije je sljedeće godine bio eksokuminiciran. Međutim, brzo je organizirao koncil u Parmi gdje je "potvrđen" za papu te s pristašama ponovno marširao na Rim i zauzeo Castel Sant'Angelo. Borbe su se nastavile godinu dana prije nego što je formalno protjeran natrag u Parmu. Šizma je formalno okončana 30. maja 1064. kada je na koncilu u Mantovi anatemiziran. Honorije je, međutim, sebe nastavio smatrati papom sve do smrti.